# Aaron Wainwright
Pour les articles homonymes, voir Wainwright.

a Compétitions nationales et continentales officielles uniquement.

b Matchs officiels uniquement.
Dernière mise à jour le 20 mars 2024.
Aaron Wainwright, né le 25 septembre 1997 à Newport (pays de Galles), est un joueur international gallois de rugby à XV jouant aux postes de troisième ligne aile et de troisième ligne centre avec les Dragons.

## Biographie
Aaron Wainwright fait ses débuts internationaux le 10 juin 2018 face à l'Argentine. L'année suivante, il dispute la coupe du monde se déroulant au Japon. Il est élu homme du match lors du quart de finale contre la France, durant lequel il marque un essai, puis est victime d'un coup de coude de Sébastien Vahaamahina, qui entrainera l'expulsion de ce dernier à la 48e minute.
Il est sélectionné dans avec le pays de Galles dans un groupe de 33 joueurs pour participer à la Coupe du monde 2023.
En janvier 2024, il est sélectionné pour le Tournoi des Six Nations.

## Palmarès
- Pays de Galles
  - Vainqueur du Tournoi des Six Nations en 2019 (Grand Chelem) et 2021